# 徐嘉良
徐嘉良（英語：Galon Hsu；1961年11月9日—），臺灣作曲家、唱片製作人、編曲、配樂、歌手。1984年進入唱片圈。 創作的曲子多達千餘首，製作過的唱片數百張，100多位歌手都曾與他合作過專輯製作，創作發表的千餘首國語、粵語與台語歌曲。這些歌曲如今仍是流行樂市場所為人喜愛的音樂作品。代表作有温兆倫的《説謊》、《投入生命》、《我得到什麼》、劉德華的《暗裡著迷》、《木魚與金魚》、鄭少秋的《笑看風雲》、《歲月無情》、王傑的《心醉》、江蕙的《難過情關》、黃乙玲的《愛到才知痛》、陳雷的《往事就是我的安慰》、蔡秋鳳的《雨水我問你》等。日後成立東聲唱片傳播公司，徐嘉良進入歌壇作曲並擔任製作人，公司旗下歌手有辦桌二人組、蔡秋鳳、王瑞霞、陳思安、劉依純、蘇宥蓉等多位知名歌手。

## 早年生活及教育
從小就有歌手夢的徐嘉良，初中時機緣下開始跟著傳教士學鋼琴，從此無法自拔。高中時他開始玩樂團，高中畢業後進入PUB表演，期間，因為喜歡電影配樂，而萌生了想做電影配樂的夢想，於是在退伍後，他便經由朋友介紹，進入張弘毅的公司當起沒有薪水的學徒，也因此奠下了抄譜的紮實功力，只是為了生活，他晚上不得不去國賓大飯店當琴師兼差賺錢。離開張弘毅公司後，在朋友介紹下，他進入錄音室幫陳志遠抄寫樂譜，因此結識唱片製作人劉亞文。
1984年進入唱片圈，跟著一步一步的慢慢學習，自小便熱愛鋼琴的徐嘉良一有機會在鋼琴前一彈便是5-6小時，對音樂他要求的不是理論而是感情。他說，每首曲子都有他的生命在裏面，我們應該要尊重音樂，因為任何音樂都是「活著的」。

## 音樂生涯
1987年徐嘉良發表第一首作品：由費玉清主唱的中國電視公司連續劇《長江一號》插曲〈問愁〉。爾後，徐嘉良一邊在錄音室抄譜、一邊開始創作，其中他為名洋所寫的歌曲，機緣巧合下引起溫兆倫的注意，也因此開啟他和香港唱片界合作的契機，曾為《大時代》、《還我本色》、《笑看風雲》、《今生無悔》、《賭俠2》、《我本善良》等多部香港電視劇和電影寫下膾炙人口的主題曲。
1990年，為客家歌〈死河壩〉編曲，入圍了第1屆金曲獎。
1991年，在李富興和黃介文的鼓勵下，他為方季惟寫歌〈怨蒼天變了心〉，也是香港電影《上海灘賭聖2》的主題曲。隨著作品量越來越多，徐嘉良離開了錄音室抄譜工作，專心投入編曲和作曲工作。
1993年，首度寫臺語歌，第一首發表的臺語歌是陳雷〈往事就是我的安慰〉，該首歌打破以往陳雷的歌曲風格，讓陳雷成功轉型。後來，他與滾石唱片合作，創作趙傳〈不曾在你面前掉過淚〉、潘越雲〈西子灣之戀〉…等多位滾石唱片歌手的歌曲。
1999年，為劉德華所寫的〈木魚與金魚〉獲得第二屆香港勁歌金曲的肯定。爾後成立東聲唱片，陸續簽下蔡秋鳳、王瑞霞、溫兆倫、辦桌二人組、陳冠蒲...等歌手為其發行專輯，同時推出個人首張專輯『男人的歌』。
2001年，為旗下歌手陳冠蒲的個人專輯所寫的〈太多〉，先後成為包括《烏龍闖情關》、《穿越時空的愛戀》、《新蜀山劍俠傳》等多部電視劇的主題曲或片尾曲。後來他將〈太多〉的旋律改成大提琴獨奏曲，改名為〈殤〉，作為電視劇《倩女幽魂》的配樂，卻意外讓〈殤〉成為著名的大提琴演奏曲。
徐嘉良至今已在歌壇超過三十年，其所編曲、作曲、電視電影配樂之作品超過三千首，也合作過臺灣、香港和中國大陸歌手超過上百人，至今仍持續不斷創作，活躍於華語流行市場。

## 作品
代表歌曲
| 曲目                       | 作曲   | 作詞          | 主唱           | 年份       | 備註                                                                                                 |
| -------------------------- | ------ | ------------- | -------------- | ---------- | --- |
| 沒有你之後                 | 徐嘉良 | 温兆倫        | 温兆倫         | 西元1990年 | 香港TVB劇集《還我本色》插曲                                                                          |
| 從未試過擁有               | 徐嘉良 | 潘偉源        | 温兆倫         | 西元1990年 | 香港TVB劇集《今生無悔》插曲                                                                          |
| 不曾在你面前掉過淚         | 徐嘉良 | 許常德        | 趙傳           | 西元1990年 | |
| 我是情痴                   | 徐嘉良 | 潘偉源        | 温兆倫         | 西元1991年 | 香港TVB劇集《老友鬼鬼》主題曲                                                                        |
| 一句珍重                   | 徐嘉良 | 温兆倫        | 温兆倫         | 西元1991年 | |
| 賭這一份愛                 | 徐嘉良 | 潘偉源        | 温兆倫、陳松伶 | 西元1991年 | 電影《表姐你玩野》主題曲                                                                             |
| 想你                       | 徐嘉良 | 潘偉源        | 温兆倫         | 西元1991年 | 香港TVB劇集《忠奸老實人》插曲                                                                        |
| 無言說別離                 | 徐嘉良 | 楊紹鴻        | 陳松伶         | 西元1991年 | 香港TVB劇集《忠奸老實人》插曲                                                                        |
| 怨蒼天變了心               | 徐嘉良 | 何厚華        | 方季惟         | 西元1991年 | 香港電影《賭俠II之上海灘賭聖》的國語版主題曲                                                         |
| 隨緣                       | 徐嘉良 | 潘偉源        | 温兆倫         | 西元1991年 | 香港TVB劇集《灰網》主題曲                                                                            |
| 童年時                     | 徐嘉良 | 潘偉源        | 温兆倫         | 西元1991年 | 香港TVB劇集《灰網》插曲                                                                              |
| 相逢如夢                   | 徐嘉良 | 潘偉源        | 陳松伶         | 西元1991年 | |
| 正義柔情永在               | 徐嘉良 | 潘偉源        | 温兆倫、陳松伶 | 西元1991年 | 香港TVB劇集《蜀山奇俠之仙侶奇緣》主題曲                                                              |
| 是不是每一個戀愛的人都像我 | 徐嘉良 | 陳自為、小小  | 郭富城         | 西元1991年 | |
| 午夜的吻別                 | 徐嘉良 | 蔣東良        | 郭富城         | 西元1991年 | |
| 歲月無情                   | 徐嘉良 | 潘偉源        | 鄭少秋         | 西元1992年 | 香港TVB劇集《大時代》主題曲                                                                          |
| 還能愛我多久               | 徐嘉良 | 何啟弘        | 温兆倫         | 西元1992年 | 《從未試過擁有》國語版                                                                               |
| 難道真的我能忘記你         | 徐嘉良 | 劉虞瑞        | 温兆倫         | 西元1992年 | 香港TVB劇集《灰網》主題曲《隨緣》的國語版                                                            |
| 願傾出心裡愛               | 徐嘉良 | 潘偉源        | 温兆倫         | 西元1992年 | 香港TVB劇集《火玫瑰》插曲                                                                            |
| 幸運福星                   | 徐嘉良 | 潘偉源        | 温兆倫         | 西元1992年 | 香港TVB劇集《武林幸運星》主題曲                                                                      |
| 只怪當時                   | 徐嘉良 | 何厚華        | 梁朝偉         | 西元1993年 | |
| 三生三世                   | 徐嘉良 | 孟庭葦        | 孟庭葦         | 西元1993年 | |
| 心醉                       | 徐嘉良 | 陳大力        | 王傑           | 西元1993年 | |
| 投入生命                   | 徐嘉良 | 黃霑          | 温兆倫         | 西元1993年 | 香港TVB劇集《武尊少林》主題曲                                                                        |
| 一生何價                   | 徐嘉良 | 潘偉源        | 温兆倫         | 西元1993年 | 香港TVB劇集《武尊少林》插曲                                                                          |
| 仍是深愛你                 | 徐嘉良 | 潘偉源        | 温兆倫         | 西元1993年 | 香港TVB劇集《魔刀俠情》主題曲                                                                        |
| 往事就是我的安慰           | 徐嘉良 | 陳樂融        | 陳雷           | 西元1993年 | |
| 暗裡著迷                   | 徐嘉良 | 林振強        | 劉德華         | 西元1993年 | |
| 只怕留不住你               | 徐嘉良 | 何厚華        | 梁朝偉         | 西元1994年 | |
| 愛改變我一生               | 徐嘉良 | 陳樂融        | 温兆倫         | 西元1994年 | |
| 愛是永留                   | 徐嘉良 | 潘偉源        | 陳松伶         | 西元1994年 | 香港TVB劇集《清宮氣數錄》主題曲                                                                      |
| 緣份                       | 徐嘉良 | 潘偉源        | 陳松伶         | 西元1994年 | 香港TVB劇集《清宮氣數錄》插曲                                                                        |
| 笑看風雲                   | 徐嘉良 | 黃霑          | 鄭少秋         | 西元1994年 | 香港TVB劇集《笑看風雲》主題曲                                                                        |
| 浮雲                       | 徐嘉良 | 潘偉源        | 鄭少秋         | 西元1994年 | 香港TVB劇集《笑看風雲》插曲                                                                          |
| 男人四十一頭家             | 徐嘉良 | 潘偉源        | 鄭少秋         | 西元1995年 | 香港TVB劇集《男人四十一頭家》主題曲                                                                  |
| 一生拖你手                 | 徐嘉良 | 黃霑          | 鄭少秋         | 西元1995年 | 香港TVB劇集《男人四十一頭家》插曲                                                                    |
| 藉口                       | 徐嘉良 | 克明          | 温兆倫         | 西元1995年 | 收錄於温兆倫國語專輯《我本善良》 台灣CTV電視劇《我本善良Ⅱ》片尾曲                                    |
| 我本善良                   | 徐嘉良 | 陳樂融        | 温兆倫         | 西元1995年 | 收錄於温兆倫國語專輯《我本善良》                                                                     |
| 等待                       | 徐嘉良 | 克明          | 温兆倫         | 西元1995年 | 收錄於温兆倫國語專輯《我本善良》                                                                     |
| Too far away               | 徐嘉良 | 何啟弘        | 温兆倫         | 西元1995年 | 收錄於温兆倫國語專輯《我本善良》                                                                     |
| 說謊                       | 徐嘉良 | 潘偉源        | 温兆倫         | 西元1995年 | 收錄於温兆倫國語專輯《說謊》                                                                         |
| 內疚                       | 徐嘉良 | 何啟弘        | 温兆倫         | 西元1995年 | 收錄於温兆倫國語專輯《說謊》                                                                         |
| 隨風緣                     | 徐嘉良 | 王學真        | 温兆倫         | 西元1995年 | 收錄於温兆倫國語專輯《說謊》                                                                         |
| 此生只愛你                 | 徐嘉良 | 潘偉源        | 温兆倫         | 西元1995年 | 香港TVB劇集《天降奇緣》插曲                                                                          |
| 尋尋覓覓                   | 徐嘉良 | 陳樂融        | 温兆倫         | 西元1995年 | 香港TVB劇集《天降奇緣》插曲                                                                          |
| 心事                       | 徐嘉良 | 克明          | 孫協志         | 西元1995年 | |
| 愛火燒不盡                 | 徐嘉良 | 劉德華        | 劉德華         | 西元1995年 | |
| 從不放棄                   | 徐嘉良 | 潘偉源        | 鄭少秋         | 西元1996年 | 香港TVB劇集《天地男兒》的主題曲                                                                      |
| 男兒着眼天地間             | 徐嘉良 | 黃霑          | 鄭少秋         | 西元1996年 | 香港TVB劇集《天地男兒》的插曲                                                                        |
| 能否再遇上                 | 徐嘉良 | 潘偉源        | 鄭少秋         | 西元1996年 | 香港TVB劇集《新上海灘》的主題曲                                                                      |
| 一生的愛給你               | 徐嘉良 | 克明          | 溫兆倫         | 西元1996年 | 收錄於温兆倫國語專輯《感覺》                                                                         |
| 感覺                       | 徐嘉良 | 克明          | 溫兆倫         | 西元1996年 | 收錄於温兆倫國語專輯《感覺》                                                                         |
| 感謝你                     | 徐嘉良 | 溫兆倫        | 溫兆倫         | 西元1996年 | 收錄於温兆倫國語專輯《感覺》                                                                         |
| 情結                       | 徐嘉良 | 李克明        | 温兆倫         | 西元1997年 | 收錄於温兆倫國語專輯《情結》                                                                         |
| 台北的機場                 | 徐嘉良 | 溫兆倫        | 温兆倫         | 西元1997年 | 收錄於温兆倫國語專輯《情結》                                                                         |
| 異鄉夢                     | 徐嘉良 | 李克明        | 温兆倫         | 西元1997年 | 收錄於温兆倫國語專輯《情結》                                                                         |
| 女人心                     | 徐嘉良 | 鄔裕康        | 温兆倫         | 西元1997年 | 收錄於温兆倫國語專輯《情結》                                                                         |
| 愛到才知痛                 | 徐嘉良 | 李克明        | 黃乙玲         | 西元1997年 | |
| 爲了每天三餐               | 徐嘉良 | 黃霑          | 袁文傑         | 西元1997年 | 香港ATV劇集《着數一族》的主題曲                                                                      |
| 男兒無泪                   | 徐嘉良 | 蕭笙、楊紹鴻  | 袁文傑         | 西元1997年 | 香港ATV劇集《雪花神劍》的插曲                                                                        |
| 歲月的長河                 | 徐嘉良 | 楊紹鴻        | 袁文傑、紀嘉莉 | 西元1997年 | 香港ATV劇集《97變色龍》的插曲                                                                        |
| 中箭                       | 徐嘉良 | 易家揚        | 古巨基         | 西元1998年 | 收錄於古巨基國語專輯《路邊攤》                                                                       |
| 木魚與金魚                 | 徐嘉良 | 李安修/陳富榮 | 劉德華         | 西元1999年 | |
| 情關難過                   | 徐嘉良 | 李克明        | 江蕙           | 西元1999年 | |
| 大時代過客                 | 徐嘉良 | 黃霑          | 鄭少秋         | 西元2000年 | 香港ATV劇集《世紀之戰》主題曲                                                                        |
| 名利有幾多                 | 徐嘉良 | 潘偉源        | 鄭少秋         | 西元2000年 | 香港ATV劇集《世紀之戰》插曲                                                                          |
| 情深深雨濛濛               | 徐嘉良 | 瓊瑤          | 趙薇           | 西元2001年 | 電視劇《情深深雨濛濛》主題曲                                                                         |
| 離別的車站                 | 徐嘉良 | 瓊瑤          | 趙薇           | 西元2001年 | 電視劇《情深深雨濛濛》插曲                                                                           |
| 再會啦車站                 | 徐嘉良 | 李巖修        |                | 西元2002年 | 辦桌二人組和李炳輝於西元2002年為因高雄鐵路地下化而需暫時遷移的帝冠式建築高雄車站（舊站）所唱的歡送曲 |
| 就讓你走                   | 徐嘉良 | 李岩修        |                | 西元2002年 | |
| 別說                       | 徐嘉良 | 李岩修        |                | 西元2002年 | |
| 太多                       | 徐嘉良 | 李岩修        |                | 西元2002年 | |
| 憨憨為你等                 | 徐嘉良 | 李克明        |                | 西元2002年 | |
| 奈何                       | 徐嘉良 | 瓊瑤          | 劉盼           | 西元2003年 | 電視劇《還珠格格第三部之天上人間》片尾曲                                                             |
| 雨水我問你                 | 徐嘉良 | 李岩修        |                | 西元2003年 | |
| 爽到你艱苦到我             | 徐嘉良 | 李岩修        |                | 西元2003年 | |
| 男人的歌                   | 徐嘉良 | 李岩修        |                | 西元2004年 | |
| 爽到你艱苦到我             | 徐嘉良 | 李岩修        |                | 西元2003年 | |
| 遇見 配樂演奏輯            | 徐嘉良 |               |                | 西元2020年 | |
| 看見 配樂演奏輯            | 徐嘉良 |               |                | 西元2021年 | |

戲劇配樂
- 1990港劇 還我本色
- 1991港劇 今生無悔
- 1991港劇 灰網
- 1992港劇 夢境成真
- 1992港劇 神雕俠侶之仙侶奇緣
- 1992港劇 火玫瑰
- 1993港劇 大時代
- 1993港劇 武尊少林
- 1993港劇 武林幸運星
- 1993港劇 忠奸老實人
- 1993港劇 魔刀俠情
- 1994港劇 第三類法庭
- 1995港劇 香帥傳奇
- 1995港劇 笑看風雲
- 1996港劇 天地男兒
- 1996港劇 新上海灘
- 1997港劇 我本善良
- 1997港劇 戲說乾隆
- 2000港劇 雍正皇帝
- 2000港劇 世紀之戰 (大時代續作)
- 2001電視劇 情深深雨濛濛
- 2001電視劇 流氓教授
- 2002電視劇 台灣曼波
- 2002電視劇 新蜀山劍俠
- 2003電視劇 天上人間
- 2003電視劇 倩女幽魂
- 2004中央電視台大陸劇 搶攤大上海
- 2005電視劇 李衛辭官
- 2006電視劇 春天後母心
- 2007電視劇 讓愛化作珍珠雨
- 2007電視劇 加油！曉惠
- 2009電視劇 家仇
- 2010電視劇 再見艷陽天
- 2010電視劇 大將軍韓信
- 2010電視劇 薛平貴與王寶釧
- 2010電視劇 濟公Ⅰ
- 2011電視劇 濟公Ⅱ
- 2012電視劇 濟公Ⅲ
- 2013電視劇 百萬新娘
- 2013電視劇 洛神

電影配樂
- 1991電影 賭俠Ⅱ之上海灘賭聖
- 1993電影 畫皮
- 1993電影 表姊你玩野
- 2018電影 大導歸來